# 須永俊明
須永 俊明（すなが としあき、1930年4月15日 - 1995年9月4日）は、日本の医師、医学者。
埼玉県川越市出身。東京医科歯科大学卒。1979年より佐賀医科大学内科学教授に就任し、同医大付属病院総合診療部長、救急部長などを歴任した。
専門は、高脂血症、高血圧、高齢者の慢性期疾患であり、メタボリックシンドロームの臨床及び基礎的研究を行ったが、大学内で原稿を執筆中に心筋梗塞で倒れ、現職のまま死亡した。死後、従四位勲三等旭日中綬章が贈られている。

## 参考資料
- 佐賀新聞『須永俊明氏死去』- 1995年9月6日